# Psilota decessum
Psilota decessum är en tvåvingeart som först beskrevs av Frederick Wollaston Hutton 1901.  Psilota decessum ingår i släktet sotblomflugor, och familjen blomflugor. Inga underarter finns listade i Catalogue of Life.